# Melanargia delimbata
Melanargia delimbata är en fjärilsart som beskrevs av Heinrich Neustetter 1908. Melanargia delimbata ingår i släktet Melanargia och familjen praktfjärilar. Inga underarter finns listade i Catalogue of Life.